# Sân bay quốc tế Bradley
Sân bay quốc tế Bradley (mã sân bay IATA: BDL, mã sân bay ICAO: KBDL, LID FAA: BDL) là một sân bay hỗn hợp dân dụng/quân sự nằm ở Windsor Locks trên biên giới với Đông Granby và Suffield, quận Hartfor, Connecticut, Hoa Kỳ. Nó thuộc sở hữu bang Connecticut.
Sân bay này nằm trong các thị trấn của Windsor Locks, Suffield và Đông Granby, khoảng giữa Hartford và Springfield. Đây là sân bay thương mại bận rộn nhất bang Connecticut với 350 lượt chuyến bay hàng ngày, và là sân bay bận rộn thứ nhì ở New England sau sân bay quốc tế Logan Boston. Ba hãng hàng không hoạt động nhiều nhất tại sân bay quốc tế Bradley gồm có Southwest Airlines, Delta Air Lines và US Airways với thị phần lần lượt 25,8%, 20,5%, và 9,0%. Continental Airlines và United Airlines, được sở hữu bởi cùng một công ty có thị phần kết hợp của khoảng 15%. Là một cơ sở quân sự sử dụng kép Không quân Mỹ, sân bay cũng là nơi đóng quân của Bradley Air National Guard Base và 103d Airlift Wing (103 AW) và của Lực lượng Cảnh sát quốc gia Air Connecticut.
Trong năm 2008, Bradley đã được xếp hạng 55 trong số các sân bay bận rộn nhất tại Hoa Kỳ theo số lượng hành khách lên máy bay. Bradley là thương hiệu là "cửa ngõ vào New England" và cũng là nơi có viện bảo tàng hàng không New England.